# 銀座コア
銀座コア（ぎんざコア）とは、日本の東京都中央区銀座五丁目にある商業ビル。商号は株式会社ギンザコア。1971年（昭和46年）11月3日に開店。

## 会社概要
1969年（昭和44年）8月、銀座インペリアルビル株式会社として地元地権者11名の共同出資により、銀座インペリアルビル管理の全権委任を受けた受託管理会社として設立。1971年（昭和46年）「インペリアルビル」の名称はビル名公募により「銀座コア」にビル名を変更し11月3日にオープン。

## テナント
- 開業当初は松下電器（現：パナソニック）のショールーム、「テクニクス銀座ショールーム」（通称：テクギン）が設置されていたことでも知られており、同社提供のラジオ番組の公開録音も行われていた（文化放送：テクギン・サウンドスポット、FM東京：タモリ博士の自叙伝的ジャズ講座など）。80年代半ばには名称をパナメディア銀座と変更し、AV機器も展示していた。
- 1990年頃、松下電器が撤退し、現在はファッションビルとなっている。
- 2022年7月まで、広島テレビ放送の東京支社が入居していた。

## ギャラリー

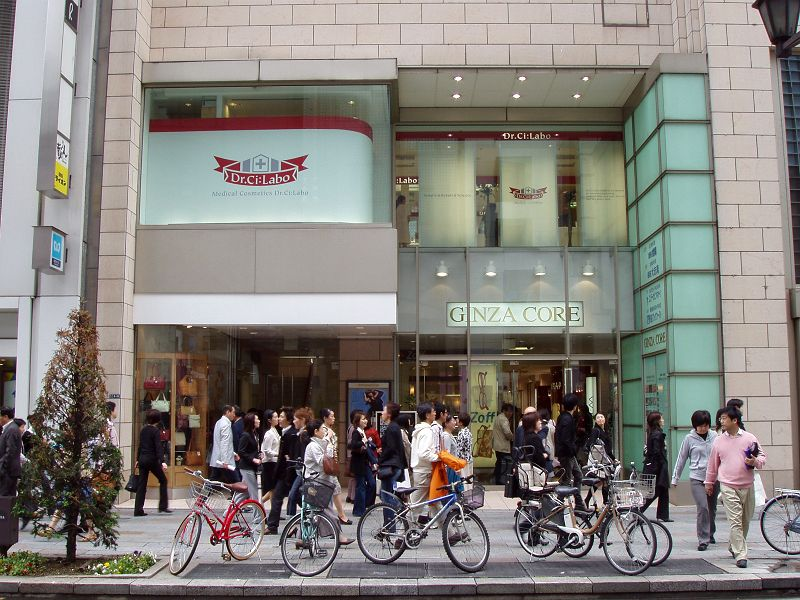
銀座コア入口（2008年5月11日撮影）